# セージ・バイオネットワークス
セージ・バイオネットワークス（英語: Sage Bionetworks）とはアメリカ合衆国ワシントン州シアトルにある生物工学研究所であり、オープンサイエンスを実行し奨励している。フレッド・ハッチンソン癌研究センター内で活動しておりステファン・フレンドが主導している。

## オープンサイエンス
この研究所はオープンサイエンスの初期推進者で有名であり、患者が自身のデータを特定の医療機関に保管させることなく保守できるツールを開発している。

## 提携
セージ・バイオネットワークスはクインタイルズによる寄付によって設立された。
2011年3月、セージはハンチントン病研究のためのコンピュータシミュレーション (Computer simulation) 開発でCHDI財団と、同時期に中枢神経系の創薬標的探索に向けた研究で武田薬品工業と提携したことを発表した。